# Meeting Areva 2014
Navigation
Édition précédente Édition suivante
Le Meeting Areva 2014 s'est déroulé le 5 juillet 2014 au Stade de France de Saint-Denis, en France. Il s'agit de la huitième étape de la Ligue de diamant 2014.

## Résultats

### Hommes
| Épreuve           | Vainqueur                               | Second                             | Troisième                                 |
| ----------------- | --------------------------------------- | ---------------------------------- | ----------------------------------------- |
| 100 m             | Michael Rodgers 10 s 00                 | Richard Thompson 10 s 08           | Kim Collins 10 s 10 (SB)                  |
| 800 m             | Asbel Kiprop 1 min 43 s 34 (WL,SB)      | Nijel Amos 1 min 43 s 70           | Yeimer Lopez 1 min 43 s 71 (SB)           |
| 5 000 m           | Edwin Cheruiyot Soi 12 min 59 s 82 (SB) | Yenew Alamirew 13 min 00 s 21 (SB) | Paul Kipngetich Tanui 13 min 00 s 53 (PB) |
| 400 m haies       | Michael Tinsley 48 s 25 (SB)            | Cornel Fredericks 48 s 42 (SB)     | Javier Culson 48 s 45                     |
| Saut à la perche  | Renaud Lavillenie 5,70 m                | Augusto Dutra 5,70 m (SB)          | Kévin Ménaldo 5,70 m                      |
| Triple saut       | Benjamin Compaoré 17,12 m (SB)          | Christian Taylor 17,11m            | Alexis Copello 17,04 m                    |
| Lancer du poids   | David Storl 21,41 m                     | Reese Hoffa 21,38 m                | Kurt Roberts 20,67 m                      |
| Lancer du javelot | Ihab Abdelrahman 87,10 m                | Tero Pitkämäki 86,63 m (SB)        | Thomas Röhler 84,74 m (PB)                |

### Femmes
| Épreuve          | Vainqueur                           | Seconde                             | Troisième                      |
| ---------------- | ----------------------------------- | ----------------------------------- | ------------------------------ |
| 200 m            | Blessing Okagbare 22 s 32           | Allyson Felix 22 s 34 (SB)          | Anthonique Strachan 22 s 54    |
| 400 m            | Sanya Richards-Ross 50 s 10         | Stephenie McPherson 50 s 40 (SB)    | Novlene Williams-Mills 50 s 68 |
| 1 500 m          | Sifan Hassan 3 min 57 s 00 (WL, NR) | Jennifer Simpson 3 min 57 s 22 (PB) | Hellen Obiri 3 min 58 s 89     |
| 100 m haies      | Dawn Harper-Nelson 12 s 44 (WL)     | Queen Harrison 12 s 46 (SB)         | Lolo Jones 12 s 68             |
| 3 000 m steeple  | Hiwot Ayalew 9 min 11 s 65 (MR)     | Emma Coburn 9 min 14 s 12 (PB)      | Sofia Assefa 9 min 18 s 71     |
| Saut en hauteur  | Blanka Vlašić 2,00 m (SB)           | Mariya Kuchina 2,00 m (PB)          | Ana Šimić 1,94 m               |
| Saut en longueur | Éloyse Lesueur 6,92 m (PB)          | Brittney Reese 6,87 m               | Ivana Španović 6,78 m          |
| Lancer du disque | Sandra Perković 68,48 m (MR)        | Dani Samuels 67,40 m                | Gia Lewis-Smallwood 65,59 m    |